# Georg Lasson
Georg Lasson (* 13. Juli 1862 in Berlin; † 2. Dezember 1932 ebenda) war ein deutscher evangelischer Theologe und Philosoph. 

## Leben und Werk
Lasson, der Sohn des Philosophen Adolf Lasson, arbeitete nach dem Studium der Evangelischen Theologie und Philosophie als Hilfsprediger in Potsdam und als Pfarrer in Friedersdorf bei Storkow. Von 1902 bis 1927 war er Pfarrer an der Bartholomäuskirche in Berlin-Friedrichshain. Von 1926 bis 1929 war er Vorsitzender des Reichsverbands für Kindergottesdienst und Sonntagsschule.
Lasson veröffentlichte einige einzelne Predigten, war aber vor allem neben seiner pfarramtlichen Arbeit auch wissenschaftlich tätig. Nach einigen Veröffentlichungen zur Systematischen Theologie und zur neueren Kirchengeschichte beschäftigte er sich ab 1902 intensiv mit der Philosophie, insbesondere der Philosophie Georg Wilhelm Friedrich Hegels. Er veröffentlichte mehrere Monographien zu philosophischen Themen sowie zum Verhältnis von Theologie und Philosophie und gab die erste kritische Ausgabe der Werke Hegels heraus.

## Schriften
- Die moderne Richtung und die Kunst. Runge, Berlin 1890
- Gottes Sohn im Fleisch, 1892
- Zur Theorie des christlichen Dogmas, Berlin 1897
- Beiträge zur Hegelforschung, 2 Bde., Berlin 1909
- Grundfragen der Glaubenslehre, Leipzig 1913
- Hegel als Geschichtsphilosoph, Leipzig 1920